# Karl Swenson
Pour les articles homonymes, voir Swenson.
Karl Swenson est un acteur américain, né le 23 juillet 1908 à Brooklyn, New York (États-Unis) et mort le 8 octobre 1978 à Torrington (Connecticut) d'une attaque cardiaque.

## Biographie
Il joue le rôle de Lars Hanson dans la célèbre série La Petite Maison dans la prairie. Karl est mort peu de temps après avoir tourné l'épisode dans lequel son personnage mourait.

## Filmographie
- 1943 : December 7th de John Ford et Gregg Toland : Machine-Gunner
- 1957 : Four Boys and a Gun : Mr. Badek
- 1957 : That Night!
- 1958 : Les Diables au soleil (Kings Go Forth) : Lt. Col. Loggins
- 1958 : L'Or du Hollandais (The Badlanders) : The Marshal
- 1959 : La Colline des potences (The Hanging Tree) : Tom Flaunce
- 1959 : Une balle signée X (No Name on the Bullet) : Earl Stricker
- 1960 : Les Aventuriers (Ice Palace) de Vincent Sherman : Scotty Ballantyne
- 1960 : Le Héros du Pacifique (en) (The Gallant Hours) de Robert Montgomery : Capt. Bill Bailey
- 1960 : Les Hors-la-loi (One Foot in Hell) : Sheriff Olson
- 1960 : Le Grand Sam (North to Alaska) : Lars Nordquist
- 1960 : Les Rôdeurs de la plaine (Flaming Star) : Dred Pierce
- 1961 : Jugement à Nuremberg (Judgment at Nuremberg) : Dr. Heinrich Geuter (Feldenstein's lawyer)
- 1962 : La Rue chaude (Walk on the Wild Side) : Schmidt
- 1962 : Seuls sont les indomptés (Lonely Are the Brave) : Rev. Hoskins (prison inmate)
- 1962 : L'Homme de Bornéo (The Spiral Road) : Insp. Bevers
- 1962 : La Conquête de l'Ouest (How the West Was Won) : Train conductor
- 1963 : Les Oiseaux (The Birds) : L'homme ivre au bar
- 1963 : The Man from Galveston : Sheriff
- 1963 : Pas de lauriers pour les tueurs (The Prize) : Hilding (Welcome Basket)
- 1963 : Merlin l'Enchanteur (The Sword in the Stone) : Merlin (voix)
- 1965 : Major Dundee : Capt. Frank Waller
- 1965 : Les Quatre fils de Katie Elder (The Sons of Katie Elder) : Doc Isdell
- 1966 : Le Virginien saison 04 épisode 15 (Blaze of Glory) : Ben Wallace
- 1965 : Le Kid de Cincinnati (The Cincinnati Kid) : Mr. Rudd
- 1966 : L'Opération diabolique (Seconds) : Dr. Morris
- 1967 : Brighty of the Grand Canyon : Theodore Roosevelt
- 1967 : Do Not Go Gentle Into That Good Night (TV) : Dr. Keller
- 1967 : Papa Schultz (TV) : À nous le petit suédois (How to Win Friends and Influence Nazis) (saison 3 épisode 7) : Dr. Swenson
- 1967 : Sept secondes en enfer (Hour of the Gun) : Dr. Charles Goodfellow
- 1968 : Le Virginien (TV) saison 6 épisode 22 (le chemin tortueux) : Roy Cheever
- 1969 : Tiger, Tiger (TV) : Dr. Herbert
- 1969 : Mission impossible  (TV) : Alerte (The Numbers Game) (saison 4 épisode 2) : Dr. Ziegler
- 1969 : Le Virginien (TV) saison 8 épisode 08 (The substitute) :Ezra Gates
- 1970 : ...tick...tick...tick... : Braddock Sr.
- 1970 : Le Pays sauvage (The Wild Country) : Jensen
- 1971 : Point limite zéro (Vanishing Point) : Sandy (Argo's Car Delivery)
- 1971 : The Birdmen (en) (TV) : Gunter
- 1971 : Les Hurlements de la forêt (A Howling in the Woods) (TV) : Apperson
- 1972 : The New Healers (TV) : Mr. Fisherman
- 1972 : Fureur apache (Ulzana's Raid) : Willy Rukeyser (settler)
- 1974 : The Gun and the Pulpit (TV) : Adams